# 鶴峯公園
鶴峯公園（つるみねこうえん）は、長野県岡谷市にある公園。塩嶺王城県立自然公園の一部。山体全体に3万株のツツジが植えられており、ツツジの名所として有名である。
毎年5月に「つつじ祭り」が開催されている。

## 歴史
- 大正時代、片倉組（現在の片倉工業）の施設として整備。
- 昭和に入り、公園として整備され、鶴峯公園となる。
- 昭和8年、県下一の立派な川岸村役場庁舎が完成（昭和31年に岡谷市と合併。建物は取り壊されている）。庁舎の庭にツツジを植えることになり議会が、ツツジを埼玉県から購入。
- 300株の注文に対し、貨車2台分（3万株）が届き、あわてて川岸駅前の清水公園と寄付された鶴峯公園の初代片倉兼太郎翁の銅像のある所へツツジを植えつけた。
- 鶴峯公園の隅に川岸村が岡谷市に合併した翌年に村につくした宮澤源勇の頌徳碑が建てられた。
- 後に中部日本随一と岡谷市が誇るツツジの名所になるキッカケを作った人物でもある。
- 庁舎庭のツツジの苗を業者に注文する際に、当時村長代理助役だった宮澤は業者に今で言う軽トラック2台分あればと思い二本指をニュッと突き出しこれくらいと答えた。
- 業者は県下一の役場でもあり片倉様だからと、貨車2台分と判断し、ツツジの苗が届いたのである。
- 鶴峯公園は注文のかん違いから生まれた、ツツジの名所なのである。

## 名前の由来
昔、このあたりは「蔓根」「蔓根崎」という地名（小字）であり、公園として整備が進められたときに「鶴峯」と改称された。
また、「蔓根山」とも呼ばれていた。